# Школа Кандзе
Школа Кандзе (яп. 観世流, かんぜりゅう, кандзе-рю) — одна з п'яти найстаріших шкіл у японському традиційному театрі но. Поділяється на школу виконання головних ролей сіте, школу гри на малому японському барабані цуцумі та школу гри на великому японському барабані тайко.

## Короткі відомості
Акторська школа Кандзе походить від стародавньої акторської труппи Юдзакі-дза з провінції Ямато, виконавців театрального мистецтва саруґаку. Засновником школи був Кандзе Кійоцуґу (1333—1384), придворний актор і драматург сьоґуна Асікаґи Йосіміцу. Син актора, Дзеамі Мотокійо, також став придворним драматургом і своїми творами сприяв популяризації театру но в середовищі самураїв. Особливого розквіту їхня школа набула у 16 столітті. Протягом періоду Едо вона перебувала під патронатом японських високопосадовців і вважалася найстаршою з усіх шкіл театру но.
Школа гри на малому барабані Кандзе була заснована у середині 16 століття. Її патріархом вважають Кандзе Хікоемона Тойоцуґу. Голови цієї школи з покоління в покоління наслідують почесне ім'я Кандзе Сінкуро.
Школа гри на великому барабані Кандзе була заснована так само у середині 16 століття. Її патріархом вважають Кандзе Йосіро Кітікуні.